# Ulrich Matthes
Ulrich Matthes (sinh ngày 9 tháng 5 năm 1959) là một diễn viên người Đức.

## Cuộc sống và sự nghiệp
Ulrich Matthes sinh ra ở Berlin và học tại Evangelisches Gymnasium zum Grauen Kloster. Ông học diễn xuất vào những năm 1980 ở Berlin dưới Else Bongers. Trong bộ phim Downfall ông đóng vai Joseph Goebbels. Cùng năm đó, ông đóng vai Cha Henri Kremer, một linh mục công giáo bị giam giữ ở Dachau trong bộ phim The Ninth Day.

## Phim nhựa
| - 1969 An einem Tag im September - 1970 Die Wesenacks - 1973 Artur, Peter und der Eskimo - 1992 Herr Ober! - 1995 Ein falscher Schritt - 1995 Der Mörder und sein Kind - 1995 Nikolaikirche - 1997 Todesspiel - 1997 Winterschläfer - 1998 Abgehauen - 1998 Feuerreiter - 1999 Aimée & Jaguar - 1999 Framed - 2000 Der Hahn ist tot | - 2000 Abschied - Brechts letzter Sommer - 2002 Mörderherz - 2004 Mitfahrer - 2004 Der neunte Tag - 2004 Downfall vai Joseph Goebbels - 2006 Wer war Kafka? (voice) - 2006 Vineta - 2008 Novemberkind - 2010 Neue Vahr Süd - 2011 Die Unsichtbare - 2011 La mer à l'aube - 2012 A Little Suicide (voice) - 2012 Kunduz: The Incident at Hadji Ghafur - 2013 Le grand cahier |

## Phim truyền hình
- 1995 Wolffs Revier
- 1987-1997 Derrick
- 1997 Der Alte
- 1997-1999 Polizeiruf 110
- 2008 The Bill
- 2009 SOKO Leipzig
- 2011 Tatort